# シボレー・サバーバン
サバーバン（SUBURBAN）は、アメリカ合衆国の自動車メーカー、ゼネラルモーターズ（GM）により製造、シボレーブランドにおいて販売されるフルサイズSUVである。1935年から現在に至るまで、世界で最も長く製造・販売される車種である。
初代はフルサイズSUVの始祖であり、GM内においても人気車種である。殆どの世代がGMCと併売されており、キャデラックではエスカレードESVとして販売される。1990年代にはGMオーストラリアによりホールデンブランドにおいて右ハンドル仕様も販売された。
米国、カナダ、メキシコ、中米、チリ、ドミニカ共和国、ボリビア、ペルー、フィリピン、中東（イスラエルを除く）において販売されており、GMC・ユーコンXLは北米（米国、カナダ、メキシコのみ）と中東（イスラエルを除く）において販売される。
2018年に実施されたISeeCars.comによる調査では、サバーバンは1年間に最も多く運転される車に選ばれた。2019年に実施されたiSeeCars.comによる調査では、サバーバンは長持ちする車の第2位に選ばれた。同年12月にハリウッド商工会議所は、サバーバンが「1952年以来映画やテレビ番組1,750本に出演している」事に注目し、サバーバン用にハリウッド・ウォーク・オブ・フェームの星を除幕した。

## 初代（1935年 - 1940年）
1935年に貨物用のバンと乗用のキャリーオール（小型トラックのシャシにステーションワゴンの車体を架装）を設定し、市販を前提とした量産車として発売。機能性を重視したコンセプトで開発されており、車体は全金属製であり、現在のウッディワゴンとは多少形状が異なる。家族で乗車でき、最大積載量も当時のトラック程度と、十分なトランクスペースを確保した。フロントシートメタル（ボンネット）とキャビン等のフレームは1/2トントラック（ピックアップ）と共有する。
3-2-3の3列8名乗車が可能であり、背面には荷役や乗降に便利なよう、観音開き、または上下開き（跳ね上げ窓とテールゲートの組み合わせ）のバックドアを設けた。
前史として、初代登場以前の1933年から1934年にかけて、シボレー・マスターに1/2トントラック（ピックアップ）のフレーム形式をベースとしたステーションワゴンを設定していた。こちらは州兵や市民保全部隊向けに開発されており、車体は木材を多用しており、3-2-3の3列8名乗車を可能としていた。

## 2代目（1941年 - 1947年）
1941年にモデルチェンジ。戦時体制下の1942年から1946年にかけては主に軍用輸送車として生産、納入された。
先代同様8人乗りであり、メカニズムの多くをシボレー・AKシリーズトラックと共有する。
型式はバックドアが観音開きのモデルが3106型、上下開きのモデルが3116型である。直列6気筒のガソリンエンジンを搭載し、排気量はシボレー仕様が216立方インチ、GMC仕様は228立方インチである。

## 3代目（1947年 - 1955年）
1947年にモデルチェンジ。シボレー・アドバンスデザインのピックアップをベースとする。
1953年に1954年式から両ブランド仕様共に4速ハイドラマチック（トルコン式AT）を搭載する。先代同様、型式はバックドアが観音開きのモデルが3106型、上下開きのモデルが3116型である。
フロントベンチシートは分割式であり、運転席側に2席、助手席側に1席あり、前方にスライドさせ後席2列へ移動可能であった。2列目は 「2/3」シートであり、3列目にアクセスするには助手席と2列目シートを越えての移動が必須であった。
また、3代目はキャノピー・エクスプレスを設定した最後の世代となる。
1947年式のデザインは、半世紀以上後に登場するシボレー・HHRのデザインにインスピレーションを与えた。

## 4代目（1955年 - 1959年）
1955年3月25日にモデルチェンジ。シボレーとGMCの他のトラック同様、ボンネットをより平たくし、フロントフェンダーをボディ同等の高さへ変更し、台形グリルを採用した。V字型スピードメーターは他の乗用車と共有する。
エンジンは直列6気筒とスモール・ブロックV型8気筒を搭載。シボレー仕様は265立方インチV型8気筒を搭載し、後に283立方インチCIDへ変更した。GMC仕様はポンティアック製V型8気筒をベースとした。基本的な型式は先代から引き継いでいるが、1957年に四輪駆動車を設定した事により、バックドアが観音開きの四輪駆動車を3106型、上下開きの四輪駆動車を3116型と、型式を追加した。
また、「サバーバン」という名称は、1955年から1959年にかけて、GMC・100シリーズピックアップにも使用しており、サバーバン・ピックアップとして使用していた。なお、1958年3月にシボレー・カメオ/サバーバン・ピックアップのグラスファイバー製ベッドサイドを代替するオールステンレス製フリートサイドベッドをオプション設定した事により、シボレー・カメオと同時に廃止となった。これを最後に、サバーバンという名称は1/2トントラック（ピックアップ）に使用される事はなかった。また、火災により記録が消失した為、現存はしていないが、サバーバン・ピックアップの生産台数は、1955年から1958年にかけての各モデルイヤーで300台以下と考えられる。

## 5代目（1960年 - 1966年）

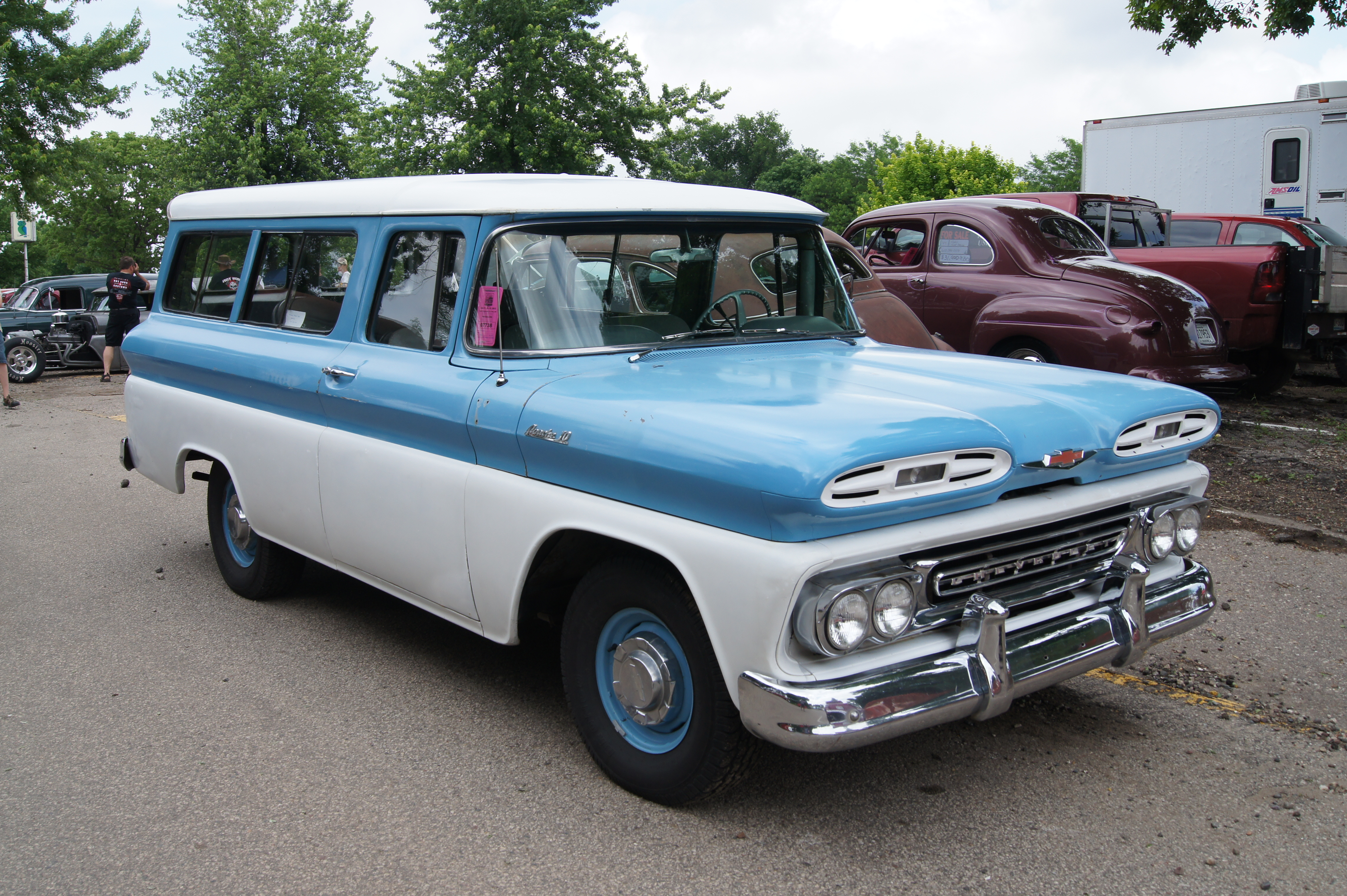
1961年型

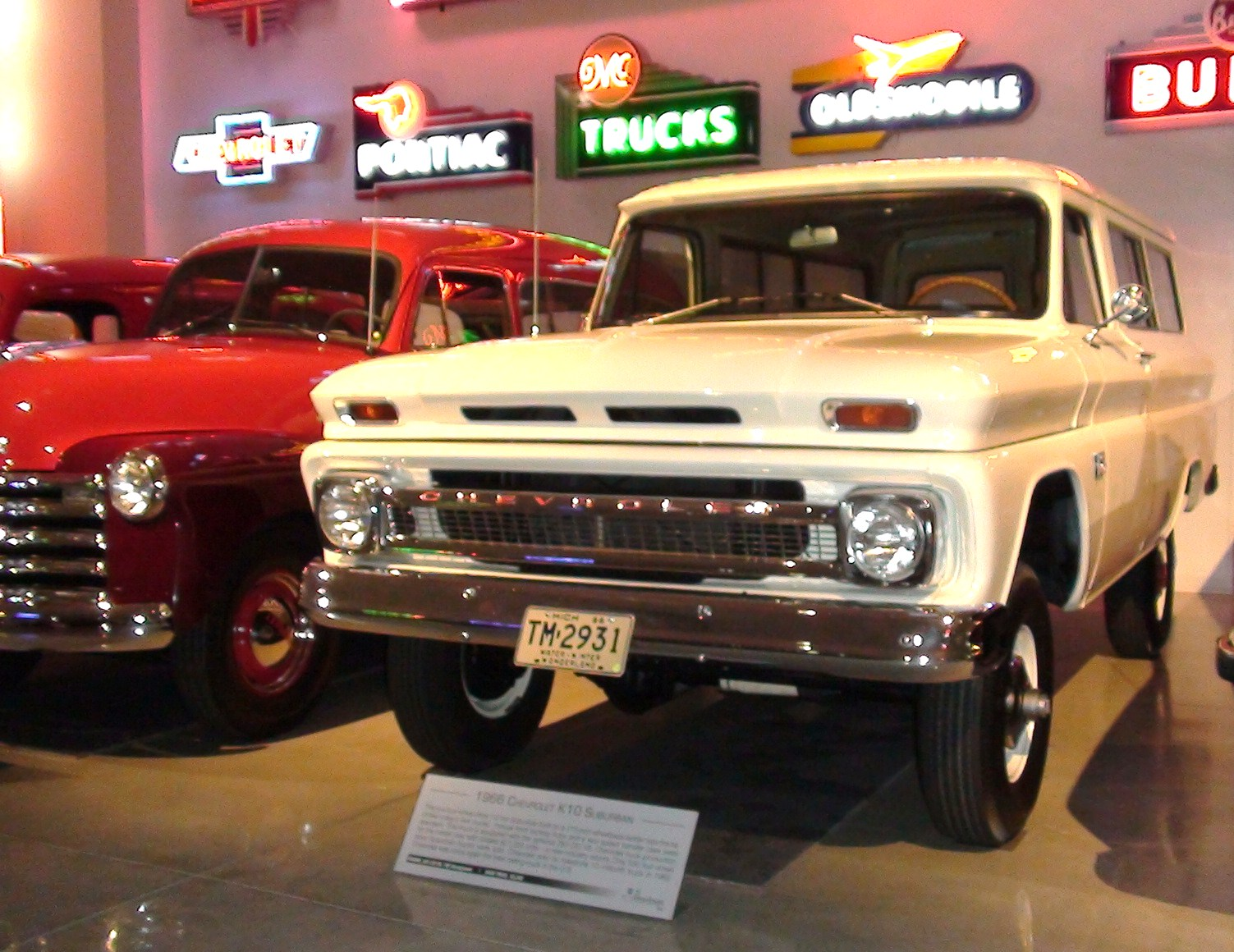
1966年型
次世代へと繋ぐスタイルとなった

1960年から1961年モデルは、1950年代のシボレー車の特徴を踏まえていた。フロントグリルの上部にある大きな楕円形のエアインテークがそれである。
1962年以降、ボンネットの造形が穏やかになり、大きなエアインテークを廃止して、より近代的な外観に変更された。
1964年、フロントウインドシールドが引き立って見えるよう変更され、ドアウインドウも拡大された。
このモデルは、当初4WDをオプションとしていた。2WDモデルは、トーションバースプリングを用いたフロントダブルウィッシュボーンサスペンションを装備し、リアはトレーリングアームとコイルスプリングのリジッドアクスルで構成されていた。
エンジンは直6とV8で、305立方インチのV6がGMCのモデルでは搭載可能であった。305エンジンはGMCの中型トラック向けに製造されたものを転用したもので、トルクは大きかったが、燃費には大いに問題があった。同年、ブラジルではシボレー・ヴェラネイオ(Chevrolet Veraneio)として登場し、一般乗用の他、警察・消防・救急・軍隊でも幅広く使用された。同国の工場で30年間生産された。

## 6代目（1967年 - 1972年）

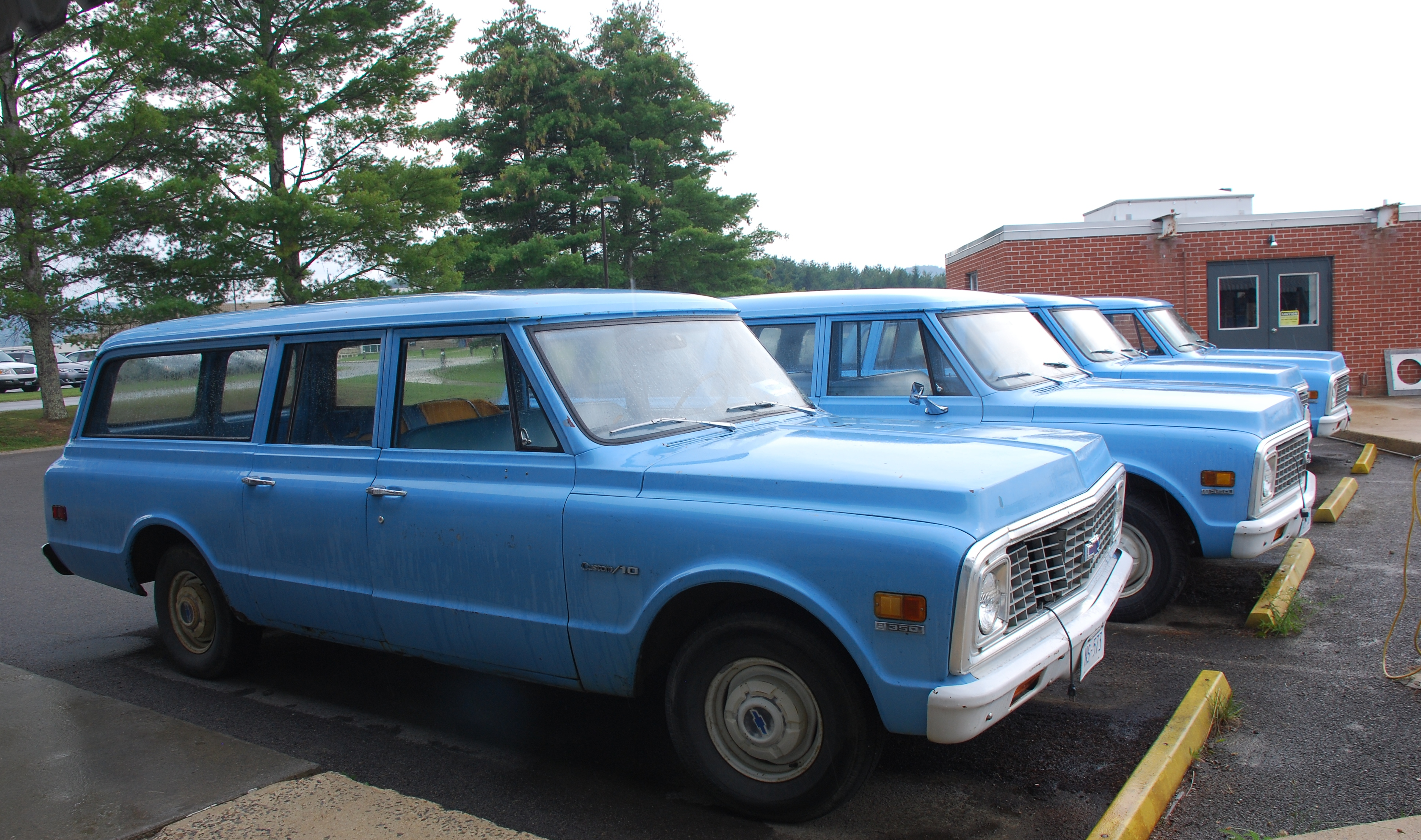
シボレー・サバーバンC10

この世代はドライバー側1枚、助手席側2枚の、左右非対称のドア配置が特徴である。2WDと4WDとが用意されており、283、307、350立方インチのV8エンジンがラインナップしていた。
1971年、フロント・ブレーキがディスク化され、1972年は2WDモデルのリアサスペンションがコイルスプリングであった最後の年である。

## 7代目（1973年 - 1991年）

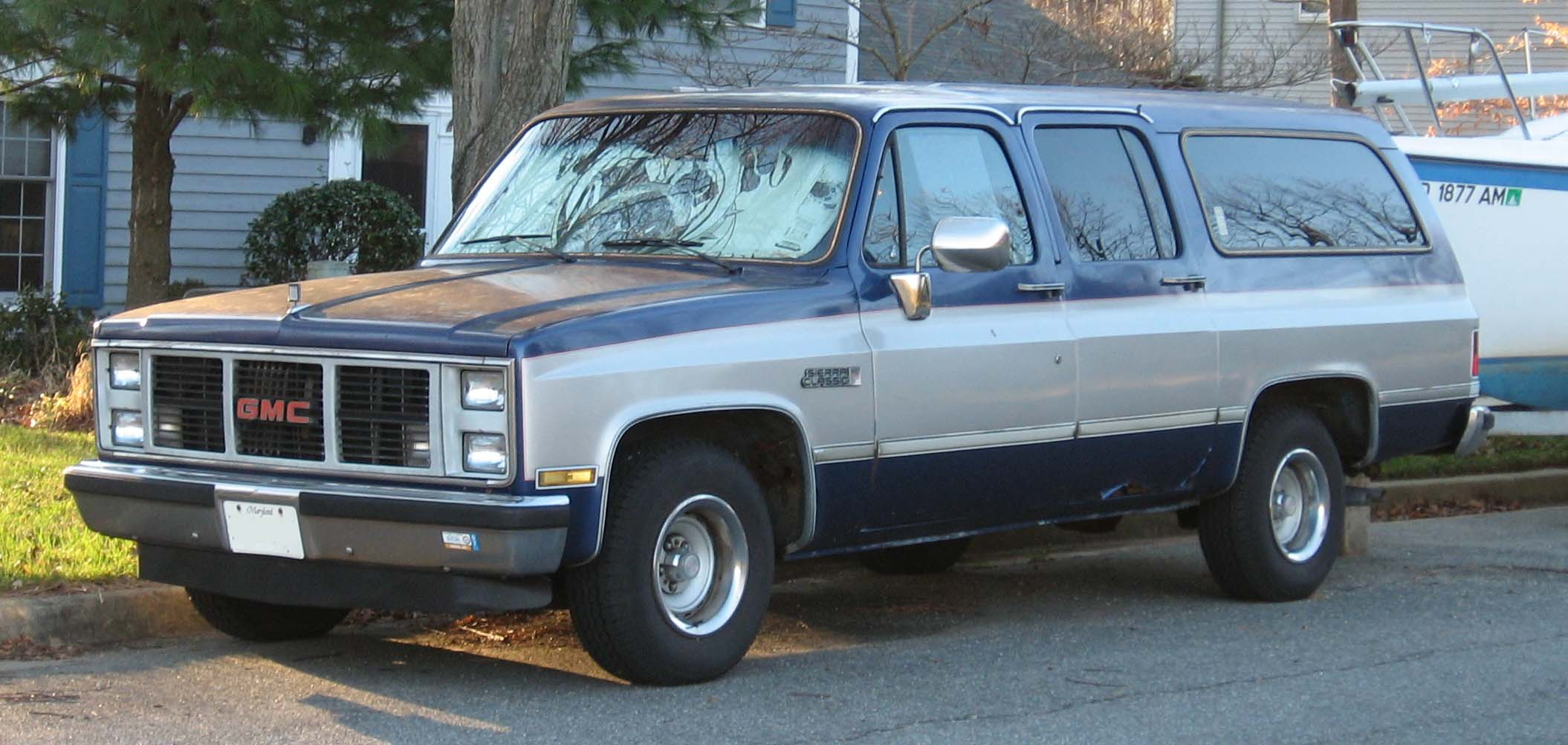
1980年型GMC・サバーバン

7代目は当初、家族向け4ドア車であった。1970年代の角の丸いボディスタイルは、最も製造期間の長い18年間の当世代を彷彿とさせるものである。2WDと4WDをラインナップし、ベースエンジンは、スモール・ブロック350立方インチで、400立方インチV8はオプションであった。454立方インチV8エンジンが2WDの3/4tモデルで最も一般的に搭載されていた。
オイルショックの影響から、1982年以降のモデルでは6.2LディーゼルV8エンジンが搭載されるようになり、これが後にヨーロッパへの輸出モデルとなる。トランスミッションは、当初、3速ターボ・ハイドロマチック（オートマチック）が搭載されており、1/2トン・モデルにはターボ・ハイドロマチック350、3/4トン・モデルにはターボ・ハイドロマチック400が搭載された。各数字は最大許容トルクによるクラス分けを表す。また、ベース車両から上級グレードのシルバラードまで、3列シートがオプション設定され、9人乗りとなった場合の最後列の居住性向上のため、リア・ヒーティング・システムもオプションで設定された。

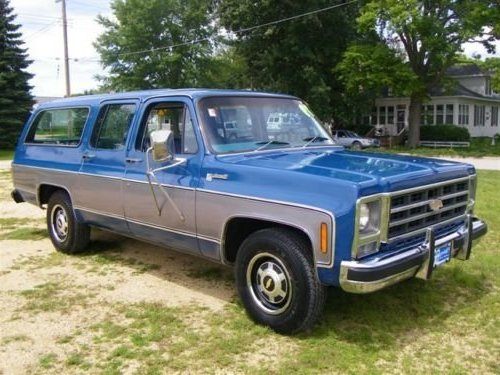
1979年型シボレー・サバーバン

1986年と1987年、ガソリンエンジンの燃料供給がキャブレターから電子フューエル・インジェクションに変更された。この変更によって燃費が向上し、排出ガスの浄化が実現した。燃費向上の一環として、700R4 (1/2tモデル)と4L80 (3/4tモデル)にオーバードライブ付き4速オートマチックの搭載が可能となった。

## 8代目（1992年 - 1999年）

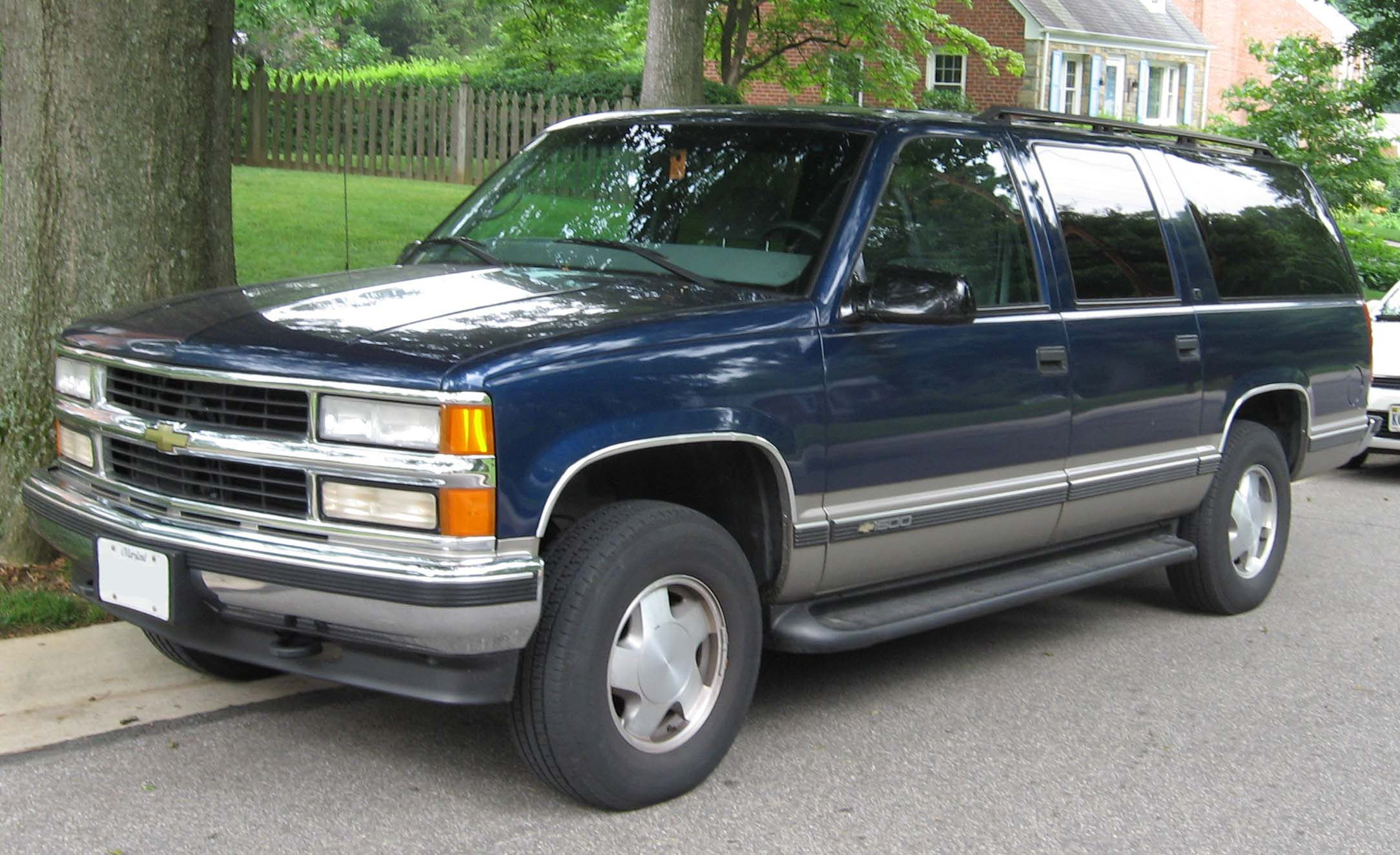
シボレー・サバーバン（GMT400）

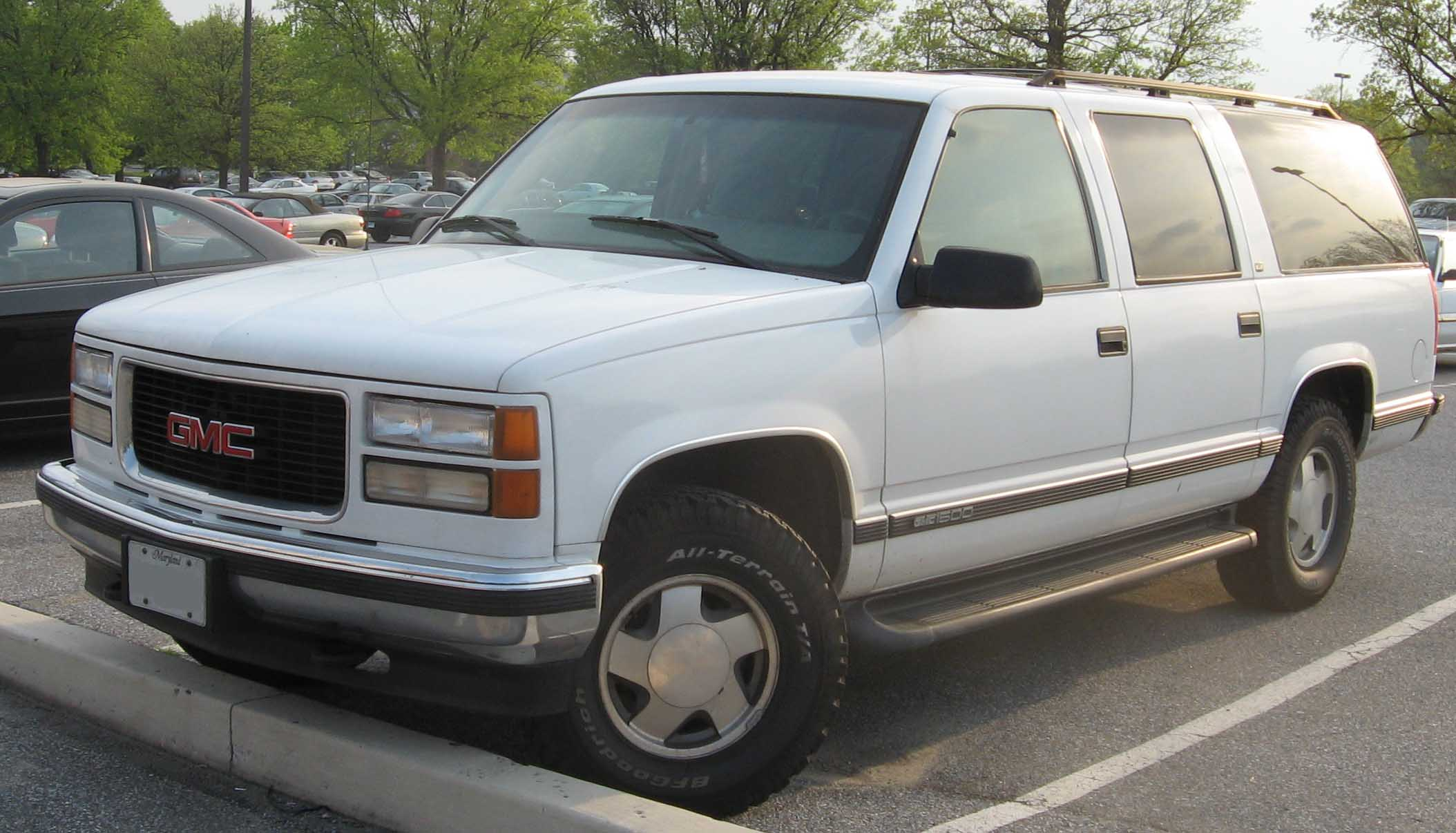
GMC・サバーバン（GMT400）

1992年、GMT400プラットフォームをベースとしたサバーバンが登場した。このプラットホームは1988年の時点で完成しており、他のピックアップトラックのモデルチェンジに比較して、サバーバンへの採用は非常に遅いものであった。また、この代のみ右ハンドル仕様がホールデンブランドで生産され、オーストラリアやニュージーランドで発売された（Holden Suburban（英語版））
全てのグレードのベース・エンジンはスモール・ブロック350立方インチ (5.7L-V8) で、よりヘビーデューティーな2500シリーズには、ビッグ・ブロック454立方インチ (7.4L-V8) がオプションで搭載可能で、6.5Lターボ・ディーゼル・エンジンが全てのモデルにオプションで搭載可能であった。GMT400プラットフォームは、独立懸架のフロント・サスペンションが装備され、乗り心地が向上したことが特徴であったが、2WDではコイル・スプリング、4WDではドライブシャフトとの干渉を避けるためトーションバー・スプリングが採用された。なお、全てのモデルで、リア・サスペンションはライブ・アクスルと板バネが採用されていた。この世代でも3列シートがオプションで選択でき、9人乗りが可能であった。
1996年には、ボルテック・エンジンが搭載され、馬力と燃費が向上した。
1998年には、フルタイム4WDがオプションで登場した。

## 9代目（2000年 - 2006年）

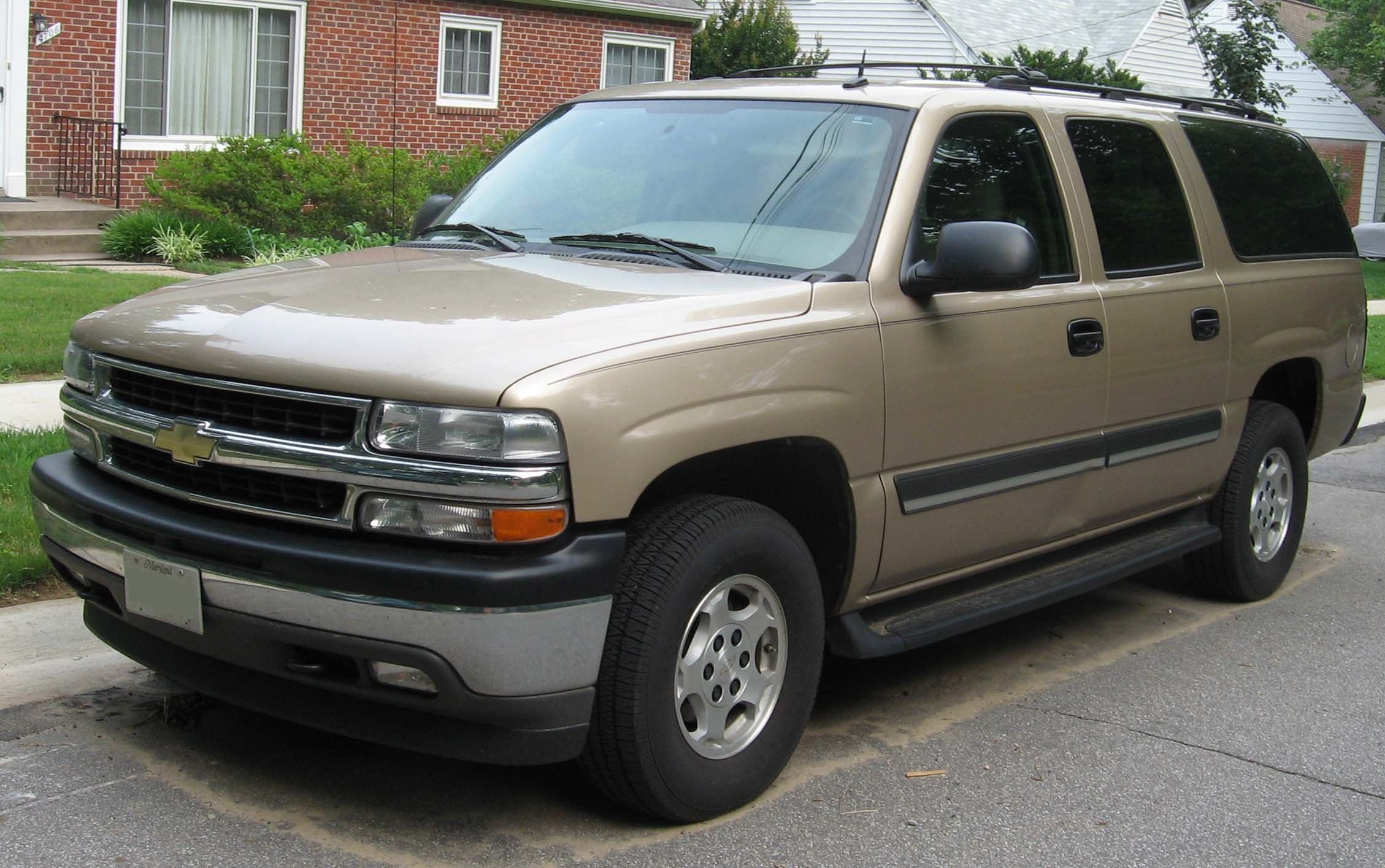
GMT800

2000年にGMT800プラットホームをベースとした新型モデルが発表された。1/2tと3/4tの2グレードが用意され、2WDの他、すべてのモデルでパートタイム4WDモデルのオプション設定があった。なお、この世代からGMC版はユーコンXLと改名した。
2001年、6.0Lエンジンが20馬力アップし、8.1Lが3/4tモデルのオプションとして設定された。
2002年には、アロイホイール、パワーウィンドウ、フロントパワー・シートなど、多くのオプションが追加された。また、Z71オフロード・パッケージが追加設定された。
2003年は、不評の多かったインテリアについて、シボレー他車も含めて見直しが図られた。
2004年にはタイヤ・プレッシャー・モニター標準装備。
2005年には1/2tモデルでスタビリティ・コントロールが標準装備となった。
2006年、20インチ・ホイール、4WD、1/2tモデルに6.0Lを標準搭載して、LTZパッケージの販売が開始された。

## 10代目（2007年 - 2014年）

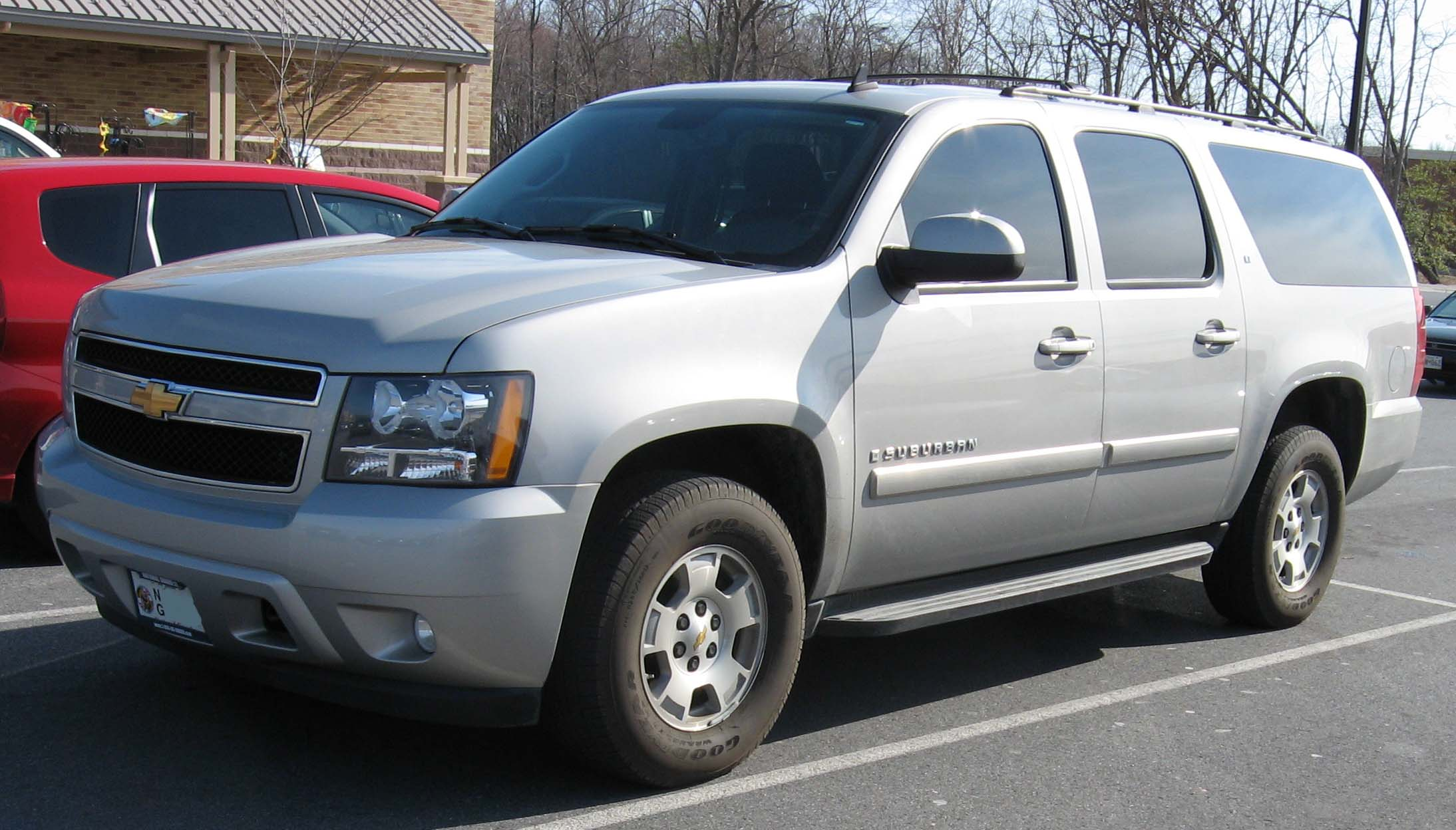
GMT900

2006年1月のロサンゼルスオートショーでGMT900プラットフォームをベースとした2007年モデルが発表された。タホやユーコンと同様、モダンで、よりエアロダイナミクスを取り入れたスタイリングとなった。
インテリアはダッシュボードもシートも見直しがなされているが、過去のモデル同様、3列9人乗りの設定がある。
オプションで防弾ガラスと装甲と8889specialを施すことができるため、アメリカのシークレットサービスが大統領の警護のために使用している。
大統領来日時などの際には、要人警護用としてアメリカ合衆国から在日米軍航空基地などへ航空輸送される。
日本国内では自家用車として所有されている例は非常に珍しく、ボディーガードや民間警備会社などに使用されている場合が多い。
映画『トランスフォーマー/ダークサイド・ムーン』にはシークレットサービス仕様の車両が登場。ディセプティコンのドレッズが変形する。

## 11代目（2015年 - 2020年）

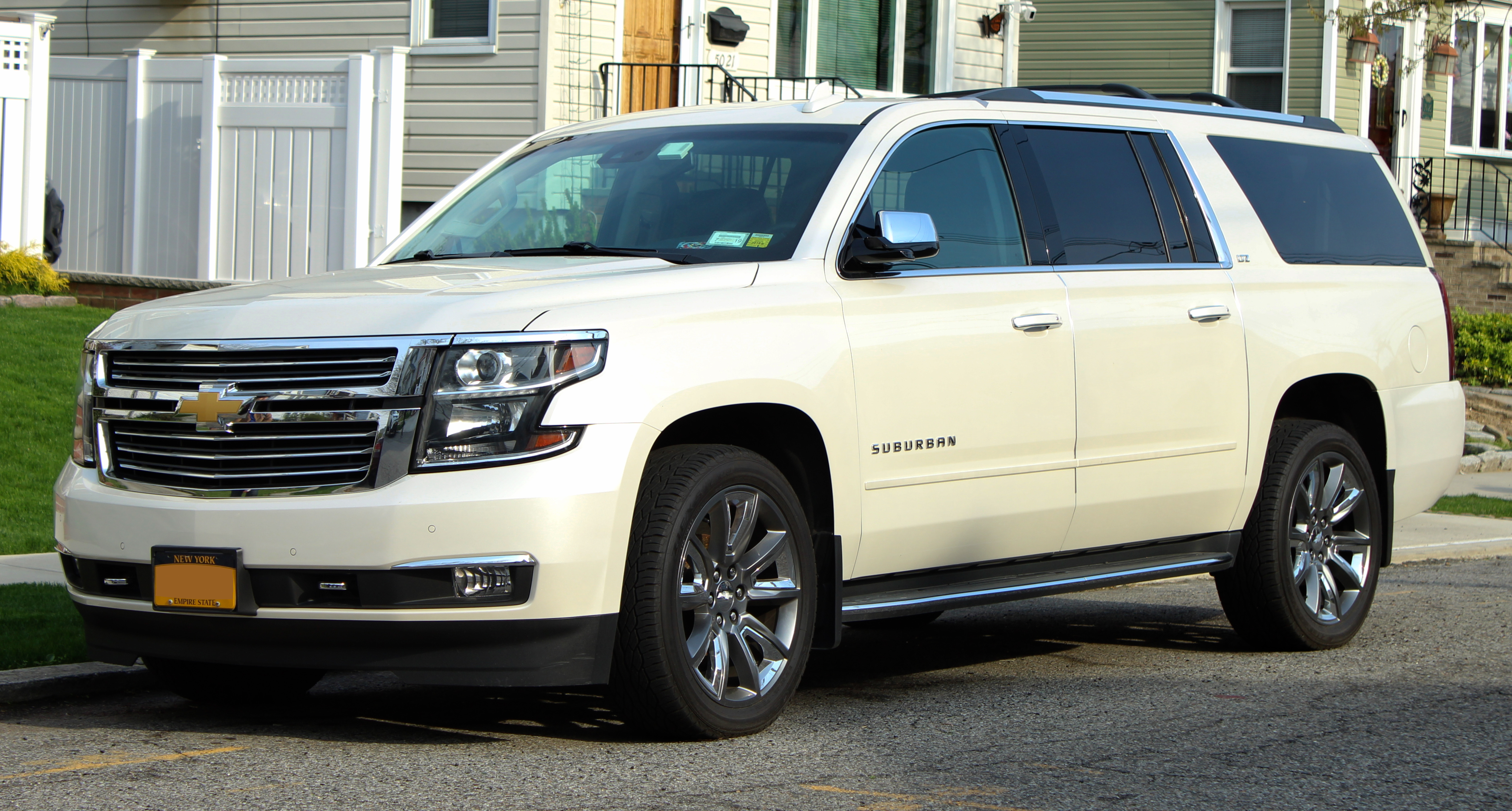
GMT K2

2013年9月12日、11代目のサバーバンが一般に公表された。2014年2月には、テキサス州アーリントンで生産されたものが、GMT K2プラットフォームの2015年モデルとして発売された。
新開発のECOTEC3は355馬力を発生し、気筒休止システムや6速ATを採用することによりV8搭載モデルSUVにおいて最高の低燃費を実現しているとアナウンスしている。2WD、4WD(AWD)から選択可能で、LS、LT、LTZの3グレード構成となっている。
注目すべき点は、後部席の居住性が格段に良くなったことで、セカンドシートの足元が従来モデルに比べ50mm拡大し足元がかなり広くなっている点に加え、今まで跳ね上げ格納固定式で取り外しも少々困難だったサードシートが床下収納タイプとなった。さらに最高級グレードであるLTZのみパワーフォルディングサードシート（電動格納）が採用されている。
また、アダプティブクルーズコントロール、フロント＆リヤパークアシストセンサー、サイドブラインドゾーンアラート(側方死角警告装置)、リヤクロストラフィックアラート(後方横断物感知警告装置)、レーンチェンジアシスト(車線変更警告装置)など様々な安全装置が標準となっている。

## 12代目（2020年 - ）
11代目に対して車体は新設計となるなど、全面刷新された。さらに11代目よりも、ヘッドライトや大型グリルの形状など、GMの新しいデザインテーマの影響が見られる。